# Lucien Nelle
Lucien Nelle, né 29 août 1929 à Saint-Clair-sur-l'Elle et mort le 3 décembre 1983 à Caen, est un homme politique et universitaire français.
Il fut maire-adjoint de Caen de 1971 à 1983, conseiller régional de Basse-Normandie, député suppléant du Calvados, membre du Conseil économique et social et membre du Comité central du Rassemblement pour la République, tout en poursuivant une carrière de professeur à la Faculté de sciences économiques de l'université de Caen-Normandie.

## Biographie
Lucien Nelle est né à Saint-Clair-sur-l'Elle le 29 août 1929. D'origine modeste (son père était boucher, sa mère femme au foyer), il poursuit des études supérieures à Caen et s'installe à Venoix, qu'il ne quittera plus jusqu'à son décès prématuré le 3 décembre 1983, à la suite d'une fulgurante maladie. Une rue et un centre social de Venoix portent aujourd'hui son nom

## Carrière politique
La carrière politique de Lucien Nelle débute en 1968, lorsqu'il rejoint le parti gaulliste de l'époque, l'Union des démocrates pour la République. Il est député suppléant de Henri-François Buot, élu dans la première circonscription du Calvados, de 1968 à 1973. Il est élu au conseil municipal de Caen en 1971 sur la liste de Jean-Marie Girault et devient deuxième maire adjoint, chargé des quartiers, de la vie associative et des personnes âgées. Fonction qu'il occupera jusqu'à son décès en 1983. Lucien Nelle exerça en parallèle un mandat de Conseiller régional de Basse-Normandie  (dans le collège des représentants nommés par les conseils généraux et les principales municipalités)
En 1981, il est le candidat du Rassemblement pour la République aux élections législatives dans la première circonscription du Calvados et arrive deuxième au 1er tour derrière le député sortant Louis Mexandeau avec 38,33 % des voix. Il reçoit le soutien de Jacques Chirac, venu à Caen le 9 juin 1981. Il est battu au second tour avec 40,41 % des voix, emporté par la « vague rose » qui suivit l'élection à la présidence de François Mitterrand. Lors de cette campagne, il avait déclaré : « Il en va de la liberté de l'enseignement et de notre avenir à tous. Car, quand les roses seront fanées, il n'y aura plus que les épines ! »
Il fut responsable local et départemental du RPR, et membre du comité central de ce parti. Membre du Conseil économique et social, il fut élevé au rang de chevalier de l'Ordre national du Mérite en décembre 1980.
Dévoué à la chose publique, il a défendu de fortes convictions gaullistes au niveau local et national, tout en consacrant ses mandats à l'action concrète au service des habitants. Il s'est particulièrement impliqué dans l'action pour le troisième âge, créant par exemple l'Association caennaise pour les vacances du 3e âge (ACV3A), une structure « inégalée en France », selon le maire de l'époque Jean-Marie Girault, qui évoquait ainsi sa mémoire : « Courageux, méticuleux dans son travail, il était aussi exigeant pour lui qu'à l'égard des autres. Cette exigence a fait qu'il a beaucoup occupé le terrain. Il était très près des gens de toutes classes sociales et de toutes générations. J'ai été le témoin quotidien de ses efforts et de leurs réussites. »
Son éternel adversaire Louis Mexandeau lui rendait ainsi hommage au lendemain de son décès : « La mort prématurée de Lucien Nelle me touche profondément. Nous ne partageons pas les mêmes conceptions politiques, mais sur les exigences nationales, il nous est arrivé d'avoir des points de vue voisins. Nous nous sommes affrontés à plusieurs reprises ce qui n'empêchait pas l'estime réciproque. Vis-à-vis des fonctions qu'il assumait à la municipalité, Lucien Nelle aura fait preuve jusqu'au bout d'un sens élevé de ses responsabilités. »

## Carrière universitaire
Professeur d'économie, il fut doyen de l'UFR de sciences économiques de l'université de Caen-Normandie de 1973 à 1979. Il est l'auteur d'articles sur l'économie normande, dans la revue Études normandes en particulier, parmi lesquels :
- « La Basse-Normandie et les mouvements démographiques 1946-1962 » (1963)
- « La région de Vire. Données et problèmes d’aménagement du Bocage » (1962)